# Cylindrophis melanotus
Cylindrophis melanotus là một loài rắn trong họ Cylindrophiidae. Loài này được Wagler mô tả khoa học đầu tiên năm 1830.